# منتخب سلوفينيا لكرة الطائرة للرجال
منتخب سلوفينيا الوطني لكرة الطائرة للرجال (بالإيطالية: Nazionale di pallavolo maschile della Slovenia)‏ هو ممثل سلوفينيا الرسمي في المنافسات الدولية في كرة طائرة في فئة كرة الطائرة للرجال.